# Loredan-palota
A Loredan-palota (olaszul Palazzo Loredan dell'Ambasciatore) Velence egyik ismert épülete a Canal Grande csatornán, a Rialto híd felé vezető rakparton. Homlokzata velencei-bizánci stílusjegyekre utal, márvánnyal berakott ablakokkal. 
E palota volt Cornaro Katalin ciprusi királynő esküvőjének helyszíne. 
Ma a városháza termei vannak benne, gótikus előteteje előtt az Igazság szobra magasodik. Homlokzatán a Corner család címere látható.

Fotó Paolo Monti, 1969
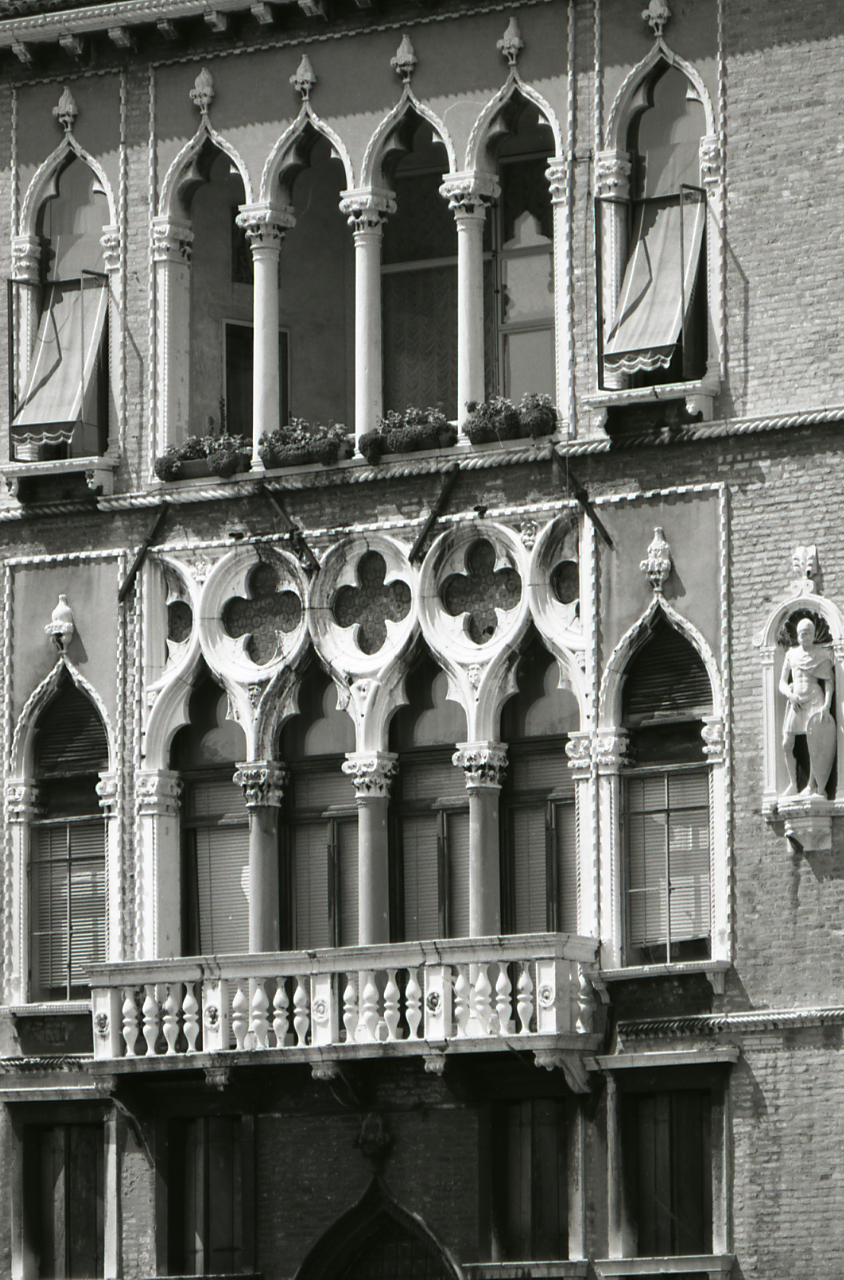
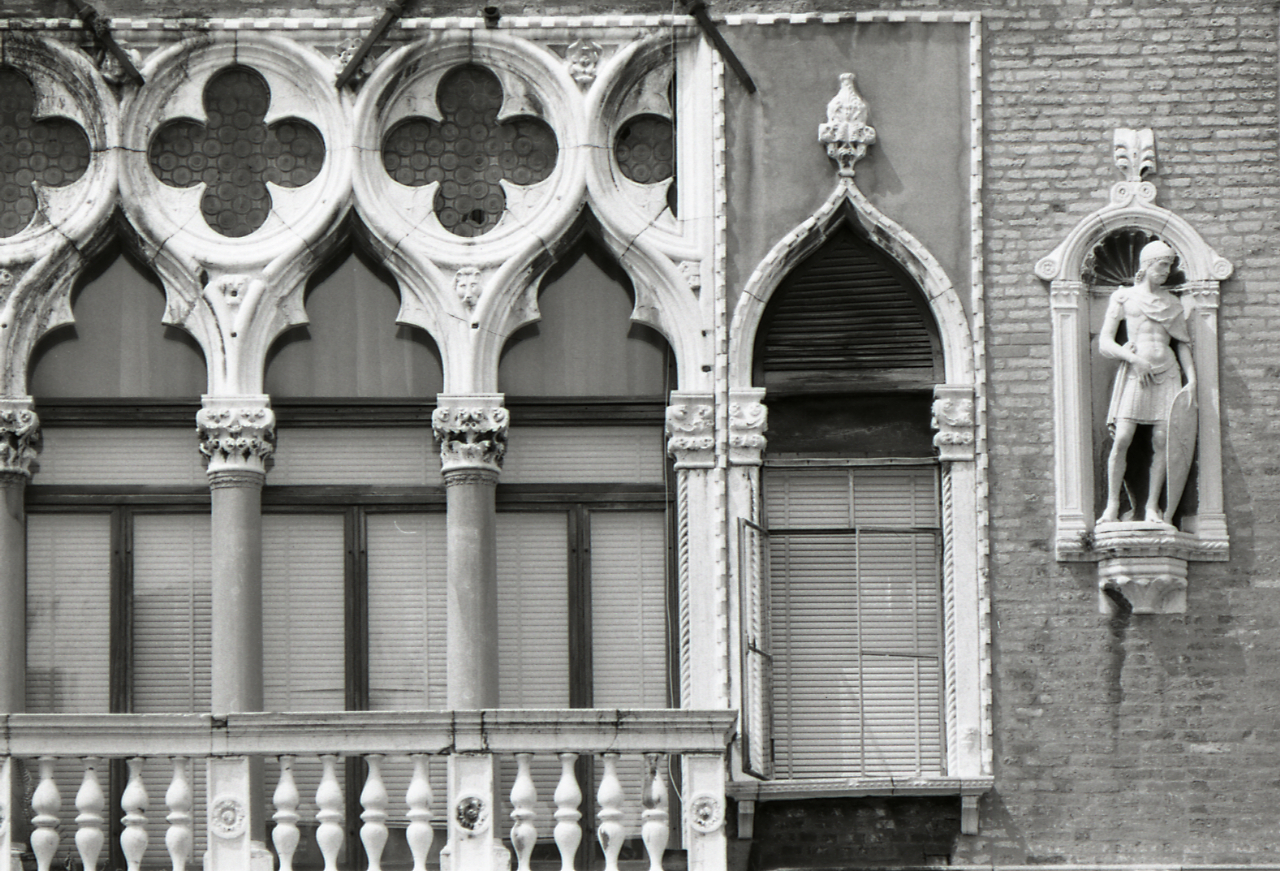

## Külső hivatkozások
- Velence hivatalos honlapja
- Információk Velencéről
- Photo Velence